# Jota Sport
Jota Sport – brytyjski zespół wyścigowy założony w 2000 roku przez Sama Hignetta i Johna Stacka. Obecnie zespół ściga się w FIA World Endurance Championship oraz GT World Challenge Europe.

## Historia
Zespół rozpoczął ściganie w 2000 roku od startu w wyścigach Nürburgring 24 Hours i Spa 24 Hours. W 2001 roku Jota przystąpiła do sezonu Renault V6 Clio Trophy. W latach 2002–2003 zespół startował w serii FIA Sportscar Championship. W 2004 roku Jota Sport przystąpiła do nowo utworzonej serii Le Mans Endurance Series. W 2006 roku zespół zadebiutował w American Le Mans Series jako fabryczny zespół Zytek w kategorii LMP2. Od 2012 roku Jota Sport ściga się w FIA World Endurance Championship.

## Wyniki

### 24h Le Mans
| Rok  | Nazwa                 | Klasa     | Nr | Samochód                    | Silnik                  | Kierowcy                                                 | Okr. | Poz. | Poz. kl. |
| ---- | --------------------- | --------- | -- | --------------------------- | ----------------------- | -------------------------------------------------------- | ---- | ---- | -------- |
| 2005 | Team Jota - Zytek     | LMP1      | 9  | Zytek 04S                   | Zytek ZG348 3.4L V8     | Sam Hignett John Stack Haruki Kurosawa                   | 325  | NS   | NS       |
| 2006 | Zytek Engineering     | LMP1      | 2  | Zytek 06S                   | Zytek ZB408 4.0L V8     | John Nielsen Casper Elgaard Philip Andersen              | 269  | 24   | 5        |
| 2007 | Charouz Racing System | LMP1      | 15 | Lola B07/17                 | Judd GV5.5 S2 5.5L V10  | Jan Charouz Stefan Mücke Alex Yoong                      | 338  | 8    | 5        |
| 2008 | Charouz Racing System | LMP1      | 12 | Lola B07/17                 | Judd GV5.5 S2 5.5 L V10 | Greg Pickett Klaus Graf Jan Lammers                      | 146  | NU   | NU       |
| 2011 | Jota Sport            | LMGTE Pro | 79 | Aston Martin V8 Vantage GT2 | Aston Martin 4.5 L V8   | Sam Hancock Simon Dolan Chris Buncombe                   | 74   | NU   | NU       |
| 2012 | Jota Sport            | LMP2      | 38 | Zytek Z11SN                 | Nissan VK45DE 4.5 L V8  | Sam Hancock Simon Dolan Haruki Kurosawa                  | 271  | NU   | NU       |
| 2013 | Jota Sport            | LMP2      | 38 | Zytek Z11SN                 | Nissan VK45DE 4.5 L V8  | Simon Dolan Oliver Turvey Lucas Luhr                     | 319  | 13   | 7        |
| 2014 | Jota Sport            | LMP2      | 38 | Zytek Z11SN                 | Nissan VK45DE 4.5 L V8  | Simon Dolan Oliver Turvey Harry Tincknell                | 356  | 5    | 1        |
| 2015 | Jota Sport            | LMP2      | 38 | Gibson 015S                 | Nissan VK45DE 4.5 L V8  | Simon Dolan Oliver Turvey Mitch Evans                    | 358  | 10   | 2        |
| 2016 | G-Drive Racing        | LMP2      | 26 | Oreca 05                    | Nissan VK45DE 4.5 L V8  | Roman Rusinov Will Stevens René Rast                     | 357  | 6    | 2        |
| 2016 | G-Drive Racing        | LMP2      | 38 | Gibson 015S                 | Nissan VK45DE 4.5 L V8  | Simon Dolan Jake Dennis Giedo van der Garde              | 222  | NU   | NU       |
| 2017 | Jackie Chan DC Racing | LMP2      | 37 | Oreca 07                    | Gibson GK428 4.2 L V8   | David Cheng Tristan Gommendy Alex Brundle                | 363  | 3    | 2        |
| 2017 | Jackie Chan DC Racing | LMP2      | 38 | Oreca 07                    | Gibson GK428 4.2 L V8   | Ho-Pin Tung Thomas Laurent Oliver Jarvis                 | 366  | 2    | 1        |
| 2018 | Jackie Chan DC Racing | LMP2      | 37 | Oreca 07                    | Gibson GK428 4.2 L V8   | Jazeman Jaafar Weiron Tan Nabil Jeffri                   | 361  | 8    | 4        |
| 2018 | Jackie Chan DC Racing | LMP2      | 38 | Oreca 07                    | Gibson GK428 4.2 L V8   | Ho-Pin Tung Gabriel Aubry Stephane Richelmi              | 356  | 10   | 6        |
| 2019 | Jackie Chan DC Racing | LMP2      | 37 | Oreca 07                    | Gibson GK428 4.2 L V8   | David Heinemeier Hansson Jordan King Ricky Taylor        | 199  | NU   | NU       |
| 2019 | Jackie Chan DC Racing | LMP2      | 38 | Oreca 07                    | Gibson GK428 4.2 L V8   | Ho-Pin Tung Gabriel Aubry Stephane Richelmi              | 367  | 7    | 2        |
| 2020 | Jackie Chan DC Racing | LMP2      | 37 | Oreca 07                    | Gibson GK428 4.2 L V8   | Ho-Pin Tung Gabriel Aubry Will Stevens                   | 141  | DK   | DK       |
| 2020 | Jota Sport            | LMP2      | 38 | Oreca 07                    | Gibson GK428 4.2 L V8   | Roberto González Antonio Felix da Costa Anthony Davidson | 370  | 6    | 2        |
| 2021 | Jota Sport            | LMP2      | 28 | Oreca 07                    | Gibson GK428 4.2 L V8   | Tom Blomqvist Sean Gelael Stoffel Vandoorne              | 363  | 7    | 2        |
| 2021 | Jota Sport            | LMP2      | 38 | Oreca 07                    | Gibson GK428 4.2 L V8   | Roberto González Antonio Felix da Costa Anthony Davidson | 358  | 13   | 8        |
| 2022 | Jota                  | LMP2      | 28 | Oreca 07                    | Gibson GK428 4.2 L V8   | Oliver Rasmussen Ed Jones Jonathan Aberdein              | 368  | 7    | 3        |
| 2022 | Jota                  | LMP2      | 38 | Oreca 07                    | Gibson GK428 4.2 L V8   | Roberto González Antonio Felix da Costa Will Stevens     | 369  | 5    | 1        |